# Пандо Младенов
 Тази статия е за българо-канадски общественик.  За дядо му, революционер вижте Пандо Младенов (революционер).  
Пандо Иванов Младенов е българо-канадски общественик от Македония.

## Биография
Роден е в 1924 година в драмското село Търлис, Гърция в заможната и родолюбива фамилия на Иван и Яна Младенови. Дядо му Пандо Младенов е виден деец на ВМОРО. Семейството му бяга в Неврокоп, България, а след идването на комунистическата власт в България, Младенов е репресиран. В 1949 година емигрира в Канада и се установява в Торонто заедно с брат си Георги Младенов, който бяга в Канада малко по-късно в 1951 година. В Канада Пандо Младенов става деец на Македонската патриотична организация. Публикува спомени в органа на МПО „Македонска трибуна“.
Почива на 5 юни 2020 година в Торонто.